# Dill (futebolista)
Elpídio Barbosa Conceição, mais conhecido como Dill (São Luís, 4 de março de 1974), é um ex-futebolista brasileiro que atuava como atacante.

## Carreira
Iniciou sua carreira futebolística no Brasília Esporte Clube. Depois de alguns anos, foi jogar no Gama, ainda na capital federal.
Mas foi em 1994 que Dill apresentou o seu melhor futebol para o país atuando Goiás. Pelo clube esmeraldino, Dill se sagrou Pentacampeão Goiano, entre os anos de 1996 a 2000. Foi o jogador com mais jogos disputados pelo Goiás no Campeonato Brasileiro – Série B de 1999, ao lado de Silvio Criciúma, com 29 partidas.[carece de fontes?] Chamou atenção ao tornar-se o maior artilheiro em uma mesma edição do Campeonato Goiano, em 2000, marcando 29 gols. No mesmo ano, foi artilheiro do Módulo Azul da Copa João Havelange, com 20 gols (Magno Alves e Romário, de equipes do mesmo módulo, também fizeram 20 gols na competição, mas contando a fase final). Ao todo, marcou 133 gols em sua passagem pelo clube.
Por seu bom desempenho, foi contratado em março do ano seguinte pelo Olympique de Marseille da França, por 2 milhões de dólares. Sua estreia foi entrando no segundo tempo na primeira rodada contra o Montpellier, partida que terminou com empate em 1 a 1. Ficou apenas 2 meses e meio no clube, onde fez quatro jogos e marcou um gol.
Logo depois foi jogar no Servette FC, da Suíça, por empréstimo. Ficou lá por um mês, onde marcou 2 gols em quatro jogos.
Sem muito destaque na Europa, Dill retornou ao Brasil, em 2002, para jogar no São Paulo, contratado por 2,9 milhões de dólares. No Tricolor Paulista, não conseguiu demonstrar a mesma qualidade que o consagrou no time goiano, marcando apenas um gol, na última rodada do Campeonato Brasileiro de 2002, contra o Botafogo, o único da partida, que confirmou o rebaixamento do alvinegro para a Segunda Divisão.
Curiosamente, Dill acertou transferência para o Botafogo, atuando por este na Série B de 2003. O jogador fez 10 gols durante o campeonato, ajudando o alvinegro a retornar para a Primeira Divisão.
Após a passagem pelo Botafogo, Dill foi para o Flamengo, em 2004, onde teve passagem apagada, fazendo 9 jogos e não marcando gols.
Jogou ainda pelo Bahia, em 2005, em que foi artilheiro do Campeonato Baiano (9 gols) e disputou a Série B. Ainda em 2005, teve uma curta passagem pelo Brasiliense.
Em 2006, foi para Portugal, onde jogou no Penafiel e Desportivo das Aves.

## Títulos
Goiás
- Campeonato Brasileiro - Série B: 1999[2][23]
- Campeonato Goiano: 1994, 1996, 1997, 1998, 1999, 2000
- Copa Centro-Oeste: 2000

Servette FC
- Copa da Suiça: 2001

São Paulo
- Supercampeonato Paulista: 2002

Flamengo
- Campeonato Carioca: 2004
- Taça Guanabara: 2004

Santa Cruz
- Copa Pernambuco: 2009

## Artilharias
- Campeonato Goiano: 2000 (29 gols)
- Campeonato Brasileiro (módulo Azul): 2000 (20 gols)
- Campeonato Baiano: 2005 (9 gols)